# Heinrich Gutberleth
Heinrich Gutberleth (* 1572 in Hersfeld; † 24. März 1635 in Deventer) war ein deutscher Pädagoge.
Er heiratete in erster Ehe 1597 die Margarethe, Tochter des Rentmeisters Heinrich Heckmann aus Dillenburg (mit ihren sechs Kindern, † 1617 an der Pest), in zweiter Ehe 1618 die Katharina, Tochter des Hammer Senators Laurentius Custor.
Nach dem Besuch des Hersfelder Gymnasiums absolvierte er ein Studium in Marburg, das er 1594 als Magister abschloss. Von 1597 bis 1601 war Gutberleth Leiter der gräflich-nassauischen Hofschule in Dillenburg (Oberschulmeister). Seit Ostern 1601 Präzeptor der 2. Klasse am Pädagogium in Herborn, wo er ab 1606 Professor der Philosophie wurde und Logik, Physik, Geschichte und Ars Oratoria lehrte. In Herborn ließ er mehrere Disputationen verteidigen, unter anderem vom nachher berühmten Caspar Sibelius (1607) und dem Juristen Justus Reiffenberger (1611). 1612 führte er das Rektorat der Hohen Schule. Ab 1617 Rektor des akademischen Pädagogiums in Hamm/Westfalen und ab 1619 in Deventer als Rektor der Lateinschule, nach deren akademischer Aufwertung er 1629 zum Professor der Philosophie avancierte.
Gutberleths 1639 in Amsterdam im Druck erschienenes Werk Chronologia, ante obitum auctoris absoluta, et nunc primum edita wurde durch die römisch-katholische Glaubenskongregation 1646 auf den Index der verbotenen Bücher gesetzt.

## Schriften
- Sylloge Quaestionum Ex Parte Theologico-Philosophicarum, Non Populari trutinâ, sed artificis staterâ examinandarum, Herbornae Nassoviorum : Corvinus, 1608 (Digitalisat)